# توني سميث (سياسي)
توني سميث (بالإنجليزية: Tony Smith)‏ هو مساعد باحث وسياسي أسترالي، ولد في 13 مارس 1967 في ملبورن في أستراليا. حزبياً، نشط في الحزب الليبرالي الأسترالي. وقد انتخب Speaker of the Australian House of Representatives ‏ (10 أغسطس 2015 – ) وانتخب عضو مجلس النواب الأسترالي عن دائرة Division of Casey ‏ (10 أغسطس 2015 – ).